# Rocca Tovo
La Rocca Tovo (2.298 m s.l.m.) è una montagna delle Alpi di Lanzo e dell'Alta Moriana nelle Alpi Graie. Si trova in Piemonte nelle Valli di Lanzo, in comune di Balme.

## Descrizione

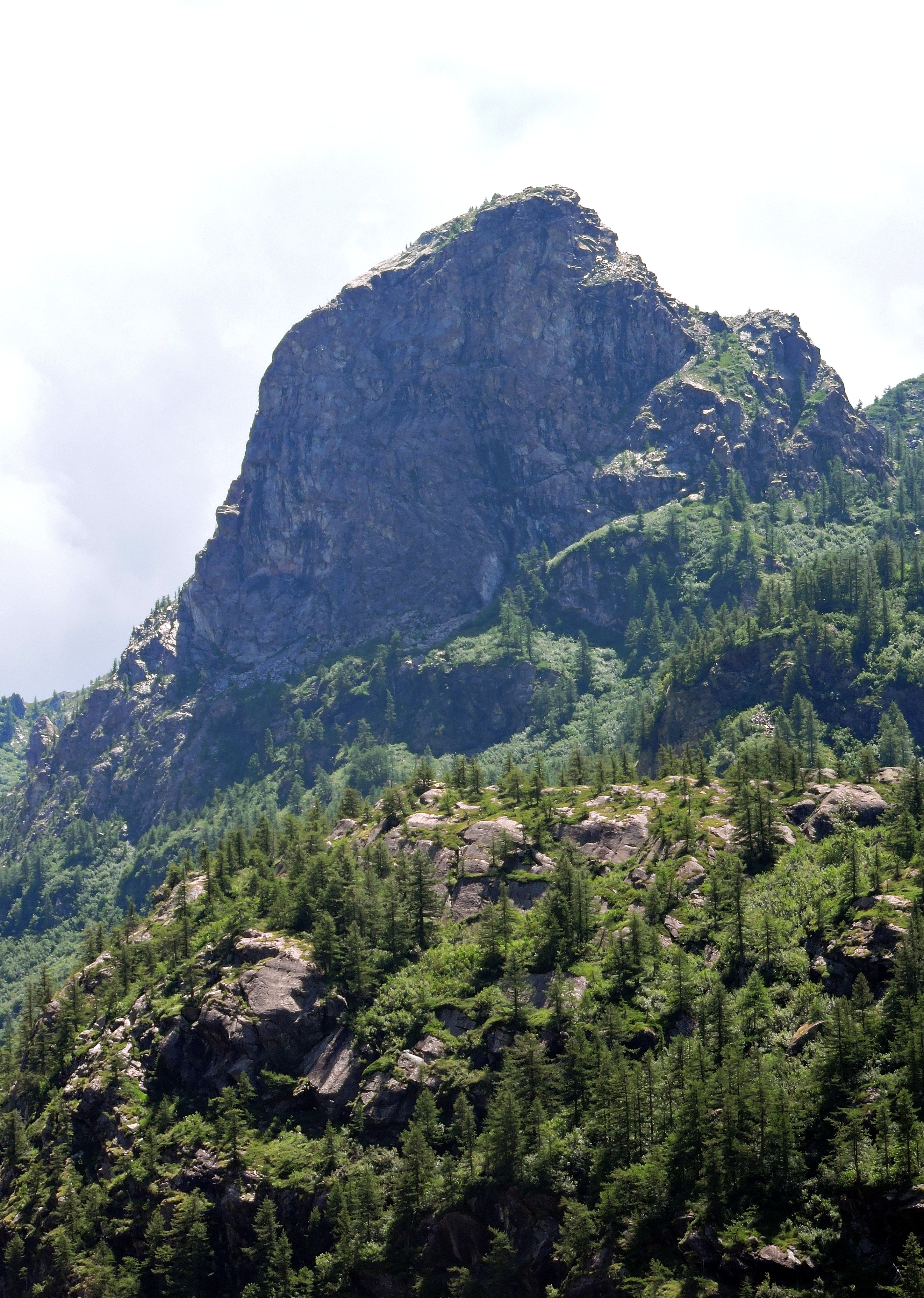
Vista dal Pian della Mussa

La montagna si trova su un costolone che si stacca dal crinale spartiacque tra la Valle di Viù e la Val d'Ala il quale, dirigendosi verso nord-est, divide tra loro la conca di Pian Saulera (a ovest) dal Vallone del Rio Paschiet. Il Colle del Tovo (.2214 m) la separa dalla Punta delle Serene e dalla parte più meridionale del costolone, che a nord si esaurisce tra Balme e il Pian della Mussa.

## Accesso alla vetta
La via normale di salita può partire o da Balme o dalle Grange della Mussa presso il Pian della Mussa; in entrambi i casi si raggiunge il Colletto del Tovo a 2.214 m dal quale una comoda traccia sul facile ed erboso versante in direzione nord permette di arrivare velocemente in vetta, ove è posto un ometto di pietre con un bastone. La salita è valutata di una difficoltà escursionistica E.
Vi sono anche vie di arrampicata:
1) Giustetto-Grassi (27/08/2021) che percorre lo spigolo est per circa 200 m. difficoltà TD-
(Informazioni reperibili in rete)
2) Gandolfo-Pecchiura in parete est (1978, informazioni frammentarie)
3) Roberto-Sanvito in parete nord (1957, informazioni frammentarie)

## Punti d'appoggio
Al Pian della Mussa è presente il Rifugio Città di Cirié che può essere utilizzato come punto d'appoggio se si sceglie questa località di partenza, mentre a Balme esiste Les Montagnards albergo/ristorante posto tappa GTA

## Cartografia
- Cartografia ufficiale italiana dell'Istituto Geografico Militare (IGM) in scala 1:25.000 e 1:100.000, consultabile on line
- Istituto Geografico Centrale - Carta dei sentieri e dei rifugi scala 1:50.000 n. 2 Valli di Lanzo e Moncenisio
- Istituto Geografico Centrale - Carta dei sentieri e dei rifugi scala 1:25.000 n.110 Alte Valli di Lanzo (Rocciamelone - Uja di Ciamarella - Le Levanne)